# La Vídola
La Vídola – gmina w Hiszpanii, w prowincji Salamanka, w Kastylii i León, o powierzchni 29,64 km². W 2011 roku gmina liczyła 141 mieszkańców.